# Judar för israelisk-palestinsk fred
Judar för israelisk-palestinsk fred (JIPF) är en svensk förening som verkar för en fredlig lösning av konflikten mellan israeler och palestinier i Mellanöstern. Föreningen förespråkar ett fullt israeliskt tillbakadragande, inklusive en utrymning av civila bosättningar, från områdena som kom under israeliskt militärt styre som ett resultat av Sexdagarskriget 1967, upprättande av en palestinsk arabisk stat med Östra Jerusalem som huvudstad, något som man betraktar som en lösning på den palestinska flyktingfrågan.
JIPF lägger huvudansvaret för konflikten på Israel och kräver att den svenska regeringen omedelbart skall avbryta allt militärt samarbete med Israel och verka för att suspendera associationsavtalet mellan EU och Israel. 
Föreningen förespråkar dialog med samtliga folkvalda parter. 
Sedan 2020 är Dror Feiler och Staffan Granér föreningens språkrör. Bland övriga medlemmar märks barnläkaren Henry Ascher samt länge den numera avlidna folkmusikern Izzy Young.